# Galeries St-Lambert

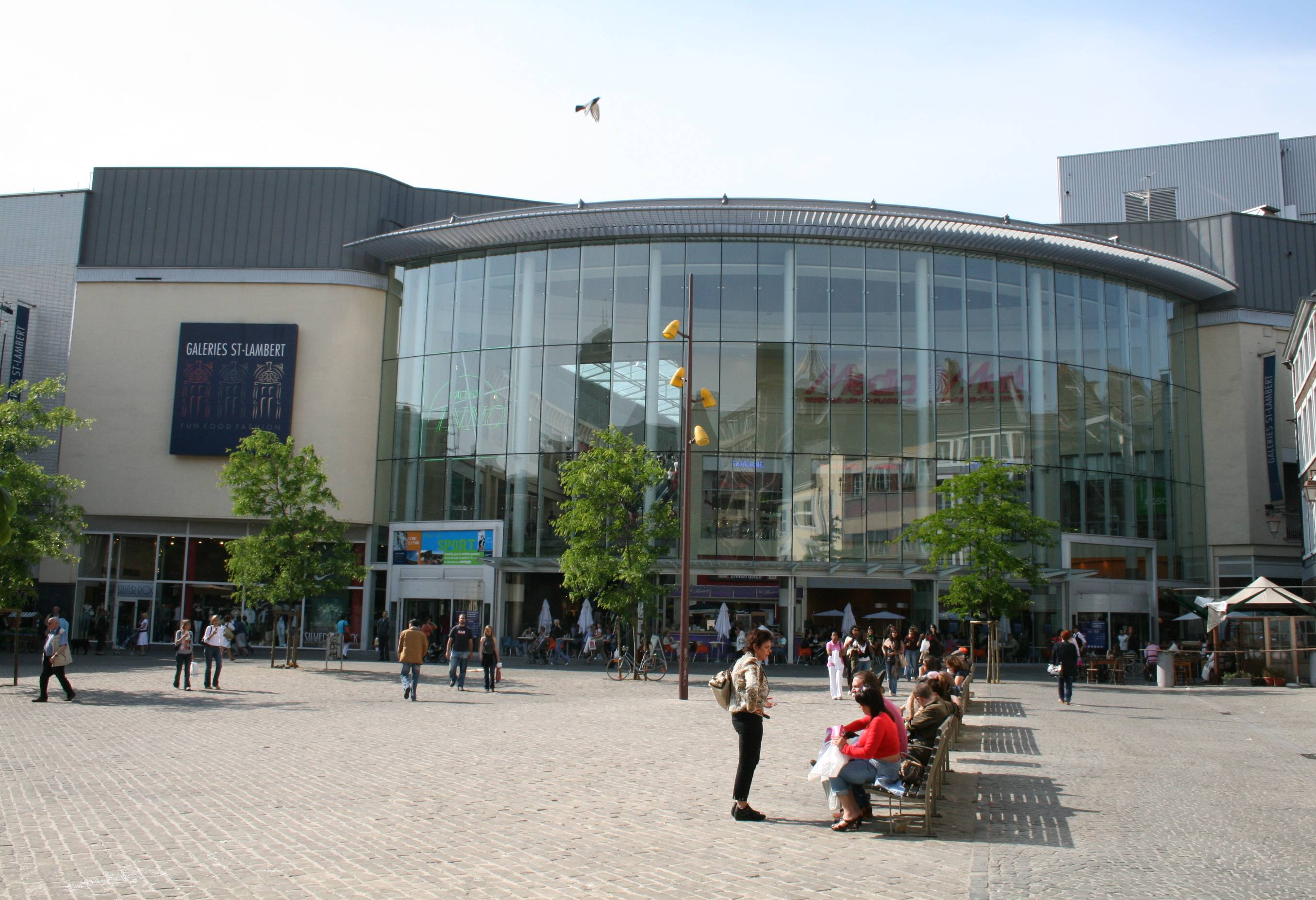
Galeries St-Lambert (buitenaanzicht)

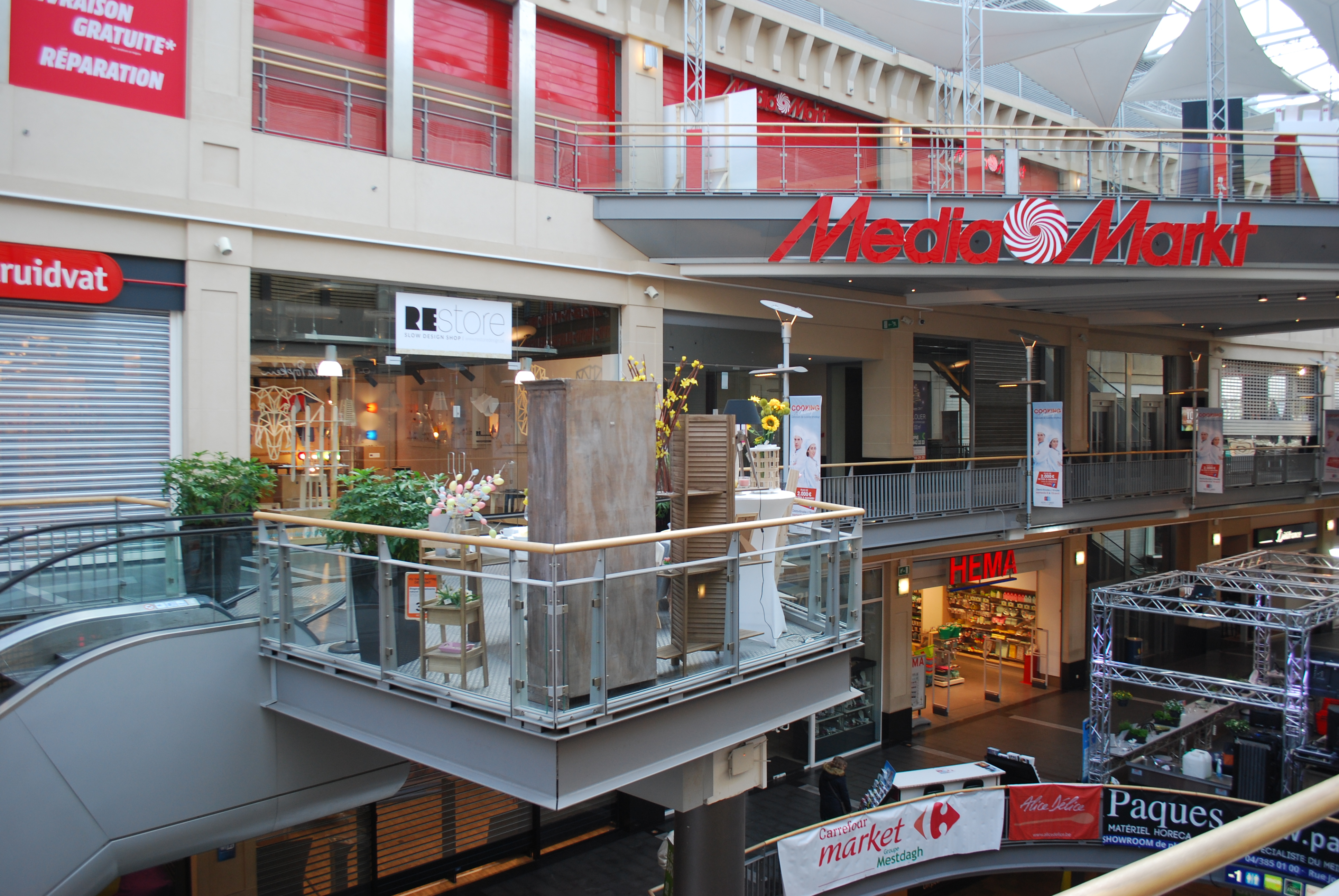
Galeries St-Lambert (binnenaanzicht)

De Galeries St-Lambert is een overdekt winkelcentrum aan de Place Saint Lambert in het centrum van Luik. Het op 3 september 2004 geopende winkelcentrum telt zo'n 40 winkels en horecagelegenheden. Het winkelcentrum heeft een commerciële oppervlakte van 41.114 m², verdeeld over 4 niveaus.
Het winkelcentrum is gevestigd op de locatie waar voorheen de warenhuizen Grand Bazar de la Place Saint-Lambert en Au Bon Marché gevestigd waren. Bij de realisatie van het winkelcentrum waarvan de bouw in 2001 begon verdween de Rue Maillard. Op deze plaats is nu de doorgang tussen de Place Saint Lambert en de Place Saint-Étienne. Via het warenhuis Inno is er een doorgang naar de Place de la Republique Française.  
De bouwkosten voor het winkelcentrum werden geraamd op € 75 miljoen en voltooid in 2004.
De belangrijkste huurders zijn MediaMarkt, Brico en Inno.    
Het centrum is eigendom van AG Real Estate.

## Weblinks
Officiële website